# Eupithecia melanochroa
Eupithecia melanochroa là một loài bướm đêm trong họ Geometridae.